# Фрейзер, Хенк
Хендрикюс (Хенк) Фрейзер (нидерл. Hendrikus "Henk" Fraser; род. 7 июля 1966, Парамарибо, Нидерланды) — нидерландский футболист, игравший на позиции центрального защитника; тренер.

## Клубная карьера
Профессиональную карьеру начал в 1984 году в роттердамской «Спарте». В 1986 перешёл в «Утрехт». Через 2 года присоединился к «Роде». Карьеру футболиста завершил в «Фейеноорде», где позже стал тренером молодёжного состава.

## Международная карьера
Дебют за национальную сборную Нидерландов состоялся 6 сентября 1989 года в товарищеском матче против сборной Дании. Был включён в состав на чемпионат мира 1990 в Италии.

## Карьера тренера
Будучи помощником Мориса Стейна в течение двух лет, Фрейзер был назначен исполняющим обязанности главным тренером «АДО Ден Хааг» после того, как Штайн был уволен. Через месяц он подписал контракт с клубом на постоянной основе до лета 2016 года.
13 июня 2016 года был объявлено, что в начале сезона 2016/17 Фрейзер заменит Петера Боса на посту главного тренера клуба «Витесс». В свой первый сезон он помог команде из города Арнем выиграть первый трофей за 125 лет. В финале Кубка Нидерландов 2016/17 «Витесс» победил «АЗ» благодаря двум голам Рикки ван Волфсвинкела. 5 августа 2017 года команда Фрейзера в финальном матче за Кубок Йохана Кройфа проиграла в серии пенальти (1:1, 2:4 по пенальти) «Фейеноорду».
18 декабря 2017 года Фрейзер объявил, что не будет в конце сезона продлевать свой контракт. 12 марта 2018 года российский тренер Леонид Слуцкий был назначен новым главным тренером «Витесса». 23 марта Фрейзер был представлен в качестве главного тренера роттердамской «Спарты».
4 августа 2021 года вошёл в тренерский штаб Луи ван Гала в сборной Нидерландов.
В апреле 2022 года клуб «Утрехт» объявил, что Фрейзер станет новым тренером в новом сезоне, подписав контракт на три сезона.

## Статистика

### Матчи Фрейзера за сборную Нидерландов
| Матчи Фрейзера за сборную Нидерландов | Матчи Фрейзера за сборную Нидерландов | Матчи Фрейзера за сборную Нидерландов | Матчи Фрейзера за сборную Нидерландов | Матчи Фрейзера за сборную Нидерландов | Матчи Фрейзера за сборную Нидерландов |
| ------------------------------------- | ------------------------------------- | ------------------------------------- | ------------------------------------- | ------------------------------------- | ------------------------------------- |
| №                                     | Дата                                  | Соперник                              | Счёт                                  | Голы Фрейзера                         | Соревнование                          |
| 1                                     | 6 сентября 1989                       | Дания                                 | 2:2                                   | —                                     | Товарищеский матч                     |
| 2                                     | 28 марта 1990                         | СССР                                  | 1:2                                   | —                                     | Товарищеский матч                     |
| 3                                     | 21 июня 1990                          | Ирландия                              | 1:1                                   | —                                     | Чемпионат мира 1990                   |
| 4                                     | 26 сентября 1990                      | Италия                                | 0:1                                   | —                                     | Товарищеский матч                     |
| 5                                     | 12 февраля 1992                       | Португалия                            | 0:2                                   | —                                     | Товарищеский матч                     |
| 6                                     | 14 октября 1992                       | Польша                                | 2:2                                   | —                                     | Чемпионат мира 1994 (отбор)           |

Итого: 6 матчей / 0 голов; 0 побед, 3 ничьи, 3 поражения.

### Статистика тренера
| Команда            | С              | До              | Результат | Результат | Результат | Результат | Результат |
| Команда            | С              | До              | И\|       | В         | Н         | П         | Победы, % |
| ------------------ | -------------- | --------------- | --------- | --------- | --------- | --------- | --------- |
| АДО Ден Хааг       | 5 февраля 2014 | 30 июня 2016    | 82        | 25        | 28        | 29        | 030,5     |
| Витесс             | 1 июля 2016    | 11 апреля 2018  | 78        | 33        | 17        | 28        | 042,3     |
| Спарта (Роттердам) | 1 июля 2018    | 24 апреля 2022  | 139       | 51        | 37        | 51        | 036,7     |
| Утрехт             | 1 июля 2022    | 14 декабря 2022 | 15        | 8         | 3         | 4         | 053,3     |
| Утрехт             | 1 июля 2023    | н.в.            | 40        | 7         | 8         | 25        | 017,5     |
| Итог               | Итог           | Итог            | 354       | 124       | 97        | 133       | 035,0     |

## Достижения

### Как игрок
- Чемпион Нидерландов: 1992/93, 1998/99
- Обладатель Кубка Нидерландов : 1990/91, 1991/92, 1993/94, 1994/95
- Обладатель Суперкубка Нидерландов: 1991

### Как тренер
- Обладатель Кубка Нидерландов: 2016/17
- Финалист Кубок Йохана Кройфа: 2017